# 우희창
우희창(禹熙昌, 1926년 5월 18일 ~ 1997년 5월 31일)은 대한민국의 제4,5대 국회의원을 지낸 정치인이다. 제2공화국 당시 외무부 정무차관과 국방부 정무차관을 역임했다.

## 약력
- 경기공립중학교 졸업
- 고려대학교 정치과 3년 중퇴
- 무소속 충남도의회 의원
- 민주당 충남도당 위원장
- 민주당 중앙위원
- 외무부 정무차관
- 국방부 정무차관

## 역대 선거 결과
|  | 43.59% |

|  | 54.88% |